# Молодята

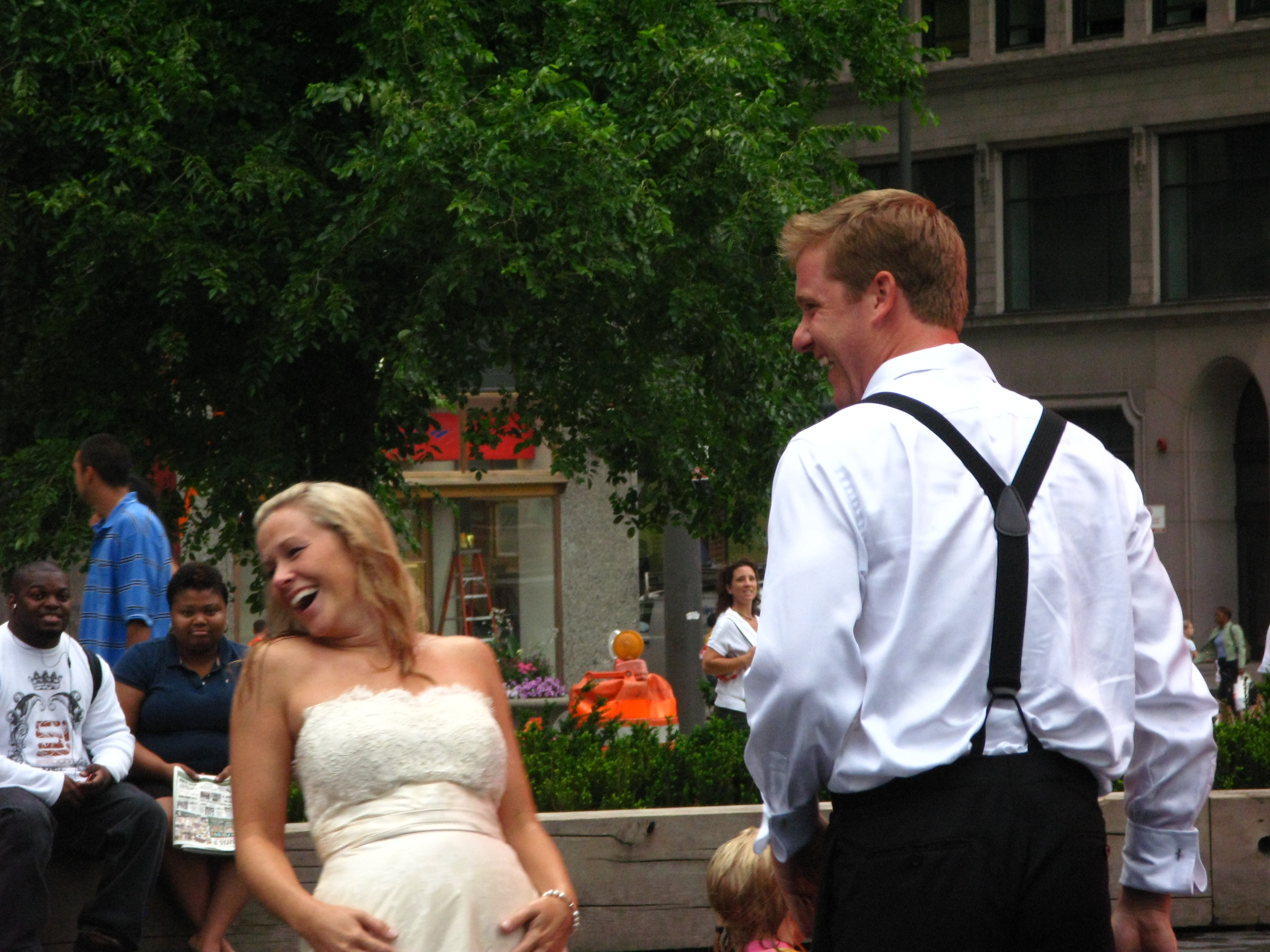
Молодята, Чикаго, США

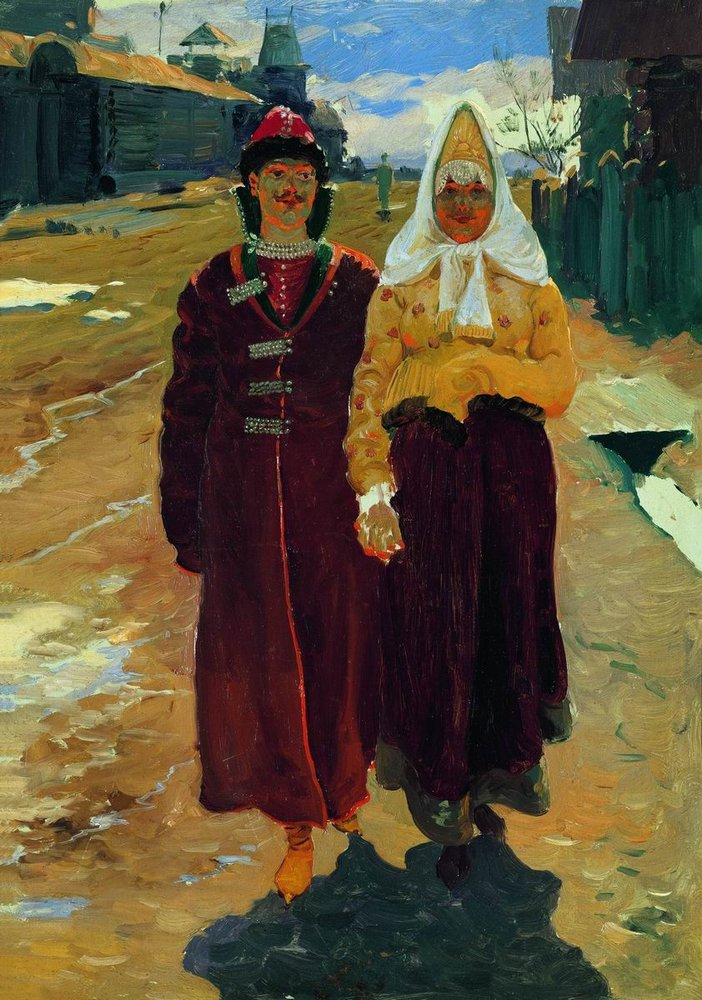
А. П. Рябушкін. «У гості», 1896.

Молодя́та, молоді́, молодожо́ни — наречений та наречена на весіллі після їх ритуального об'єднання в нову пару та деякий час після весілля.

## У слов'янській традиції
Об'єднання в пару відбувається в традиційному весільному обряді поетапно: спочатку шляхом заручин, потім різними способами зведення нареченого з нареченою на весіллі, обрядів вінчання та шлюбної ночі. Відповідно до цього спільні для молодят назви поступово змінюються іншими: після заручин — наречені, в день весілля, після вінчання або першої шлюбної ночі — молодята. Під час ритуального оформлення шлюбної пари молодята все частіше беруть участь у весільному обряді спільно: їдуть після вінчання не в різних, а в тих самих санях, поруч сидять за весільним столом, разом поклоняються гостям, отримують один шматок короваю, їдять наодинці, однією ложкою, разом ідуть до весільної бані або умиваються після шлюбної ночі, спільно відвідують або приймають родичів у себе після весілля, разом зазнають ритуального ушанування в календарній обрядовості після весілля.